# Kinoteka
Kinoteka je ustanova, ki zbira, arhivira in muzejsko predvaja filme ter organizira filmske prireditve.
Kinoteke zbirajo, restavrirajo in posojajo zgodovinsko pomembne filme, prirejajo retrospektive, zbirajo zgodovinsko relevantne filmske predmete, prevzemajo dediščino in prirejajo druge prireditve.

## Zgodovina
Leta 1935 je Henri Langlois v Parizu ustanovil francosko kinoteko. Uspelo mu je rešiti veliko filmov in materialov, ki so jih že hoteli uničiti.
Leta 1933 je sledil London, z ustanovitvijo britanskega filmskega inštituta.
1938 je bila ustanovljena kraljeva belgijska kinoteka in isto leto še Mednarodno združenje kinotek in filmskih arhivov, FIAF.
V nemško govorečih deželah so sledile: kinoteka v Vzhodni Nemčiji leta 1955, kinoteka v Zahodni Nemčiji leta 1963 ter avstrijska kinoteka leta 1964.
Leta 1981 so svojo kinoteko ustanovili na Novi Zelandiji, leta 1989 pa se je etablirala tudi afriška filmska knjižnica, s sedežem v Ouagadougouju v Burkina Fasu.

## Internetne povezave
Pomembne ustanove v Republiki Sloveniji:
- Ljubljana: Arhiv Republike Slovenije - Slovenski filmski arhiv Arhivirano 2004-10-22 na Wayback Machine.
- Ljubljana: Slovenska kinoteka Arhivirano 1999-11-09 na Wayback Machine.

FIAF:
- www.fiafnet.org Arhivirano 2009-11-08 na Wayback Machine. Seznam članov FIAF

Kinoteke v Nemčiji:
- http://www.kinemathek.de/ Arhivirano 2006-10-12 na Wayback Machine.
- http://www.filminstitut.de/
- http://www.bundesarchiv.de/
- http://www.filmmuseum-potsdam.de/
- http://www.bonnerkinemathek.de/
- http://www.kinemathek-karlsruhe.de/
- http://www.duesseldorf.de/kultur/filmmuseum/
- http://www.stadtmuseum-online.de/filmmu.htm

Kinoteka v Avstriji:
- http://www.filmmuseum.at/
- http://www.kinogeschichte.at/summary.htm#slov

Kinoteke v Švici:
- http://www.stadtkinobasel.ch
- http://www.lichtspiel.ch/
- http://www.cinematheque.ch/
- http://www4.kultur.stzh.ch/filmpodium/default.asp Arhivirano 2006-02-28 na Wayback Machine.

Kinoteke drugod (izbor):
- Amsterdam: http://www.nfm.nl
- Atene: http://www.tte.gr http://www.gfc.gr/7/71/712/7121 (engl.)
- Beograd: http://www.epi.yu/kinoteka/indexe.html Arhivirano 2000-12-04 na Wayback Machine.
- Bologna: http://www.cinetecadibologna.it/
- Bruselj: http://www.ledoux.be/
- Helsinki: http://www.sea.fi
- Hongkong: www.lcsd.gov.hk
- Kopenhagen: http://www.dfi.dk/
- Lizbona: http://www.cinemateca.pt
- Lyon: www.institut-lumiere.org
- Montréal: http://www.cinematheque.qc.ca/
- Moskva: http://www.aha.ru/~filmfond/
- Oslo: http://www.nfi.no/
- Paris: http://www.cinemathequefrancaise.com/
- Reykjavik: http://icelandicfilmcentre.is/
- Rim: http://www.snc.it/cineteca/index.asp Arhivirano 2005-02-11 na Wayback Machine.
- Skopje: http://makedonija.at/kinoteka/ Arhivirano 2006-02-17 na Wayback Machine.
- Stockholm: http://www.sfi.se/
- Zagreb: http://zagreb.arhiv.hr/hr/hda/fs-ovi/kinoteka.htm Arhivirano 2020-02-18 na Wayback Machine.